# Incident de Panjdeh
L'incident de Panjdeh o Sopresa de Panjdeh (Rus: Афганский кризис o Crisi afganesa o Бой за Кушку Batalla de Kushka) fou una escaramussa militar que va passar el 1885 quan l'Imperi Rus agafava força al sud de territori afganès i del riu Oxus al voltant d'un oasi anomenat Panjdeh (modern Serhetabat al Turkmenistan). Rússia que competia amb els interessos britànics a l'Àsia central i del Sud va sostenir durant anys una guerra freda virtual coneguda eufemísticament com "El Gran Joc", i l'incident de Panjdeh va estar a prop de provocar un conflicte armat a gran escala.
Una força afganesa estava acampada a la riba occidental del riu Kushka, amb una força russa a la riba oriental. El 29 de març de 1885, el líder de les forces russes, general Komarov, va enviar un ultimàtum que demanava la retirada afganesa. Davant la seva negativa, els russos els atacaren a les 3 de la matinada del 30 de març i els expulsaren del pont de Pul-i-Khishti amb una pèrdua d'uns 40 homes. Les tropes afganeses foren destruïdes a les seves trinxeres, amb pèrdues de fins a 600 homes, i es diu que només va sobreviure un soldat.
L'incident gairebé va causar la guerra entre la Gran Bretanya i Rússia, però l'emir Abd al-Rahman Khan, que fou present a la conferència de Rāwalpindi amb Lord Dufferin (Frederick Hamilton-Temple-Blackwood), va considerar la matèria com a mera batussa de frontera. Tanmateix, membres del gabinet de Gladstone, principalment Lord Ripon (l'anterior virrei de l'Índia), crien que la retirada podria conduir a un trencament de la llei i ordre i obriria les portes a una possible intervenció de Rússia. Els tambors de guerra foren desviats per la diplomàcia i Lord Dufferin va aconseguir un acord en el qual Rússia es quedava l'oasi de Merv, però renunciava a altres territoris presos en el seu avenç, i prometia respectar la integritat territorial afganesa en el futur.
Després de l'incident, es va establir una Comissió de Límits Anglorussa per delinear la frontera del nord de l'Afganistan. La comissió no tenia implicació afganesa, i va conduir a l'Afganistan a convertint-se en un estat coixí entre l'Índia Britànica i l'Imperi Rus. L'incident va aturar l'expansió al sud de la Rússia imperial. Els russos fundaren la ciutat de frontera de Kushka al territori conquerit; era l'assentament més meridional tant de l'Imperi Rus com després de la Unió Soviètica.
El tractat d'amistat afgano-soviètic de 1921 fou el primer acord internacional a què els soviètics van arribar després d'agafar poder. No obstant el canvi dels soviètics en algunes de les seves promeses importants d'acord amb el tractat de 1921 i uns quants memoràndums de comprensió mútua, van deixar la situació com estava i encara s'embarcaren en un camí d'expansió a l'Àsia central musulmana sense cap perill, amb un Afganistan dèbil, desprotegit, i necessàriament amistós que era incapaç de posar cap impediment. Així mai van tornar el districte de frontera més important, que des del punt de vista afganès, era Panjdeh.